# غنبد (عباس الغربي)
غنبد (بالفارسية: گنبد) هي منطقة سكنية تقع في إيران في قسم عباس الغربي الريفي. يقدر عدد سكانها بـ 387 نسمة .